# جوزيفوس نيكولاوس لورنتي
جوزيفوس نيكولاوس لورنتي (بالألمانية: Josephus Nicolaus Laurenti)‏ هو عالم طبيعة وحيوان نمساوي من أصل إيطالي. ولدَ في 4 ديسمبر 1735 في فيينا وتوفي 17 فبراير 1805 فيها.
يُعتبر لورنتي مُنشى طائفة الزواحف من خلال تأليفه (Specimen Medicum, Exhibens Synopsin Reptilium Emendatam cum Experimentis circa Venena) في عام 1768 حول الوظائف السامة للزواحف والبرمائيات، ويُعتبر هذا الكتاب من الكُتب المهمة في علم الزواحف والبرمائيات، ويحتوي هذا الكتاب على وصف السمادل العمياء: المُتقلبة الأفعوانية والتي زعم أنهُ جمعها من مياه الكهوف في سلوفينيا (أو ربما غرب كرواتيا)، ويُمثل هذا الوصف أول وصف منشور حول حيوانات الكهوف في العالم الغربي، وذلك على الرغم من أنَّ المُتقلبة الأفعوانية لم يُعترف به كحيوان كهف في ذلك الوقت.